# 餡
餡（あん）とは、食物の中に詰めて調理する具材。中国発祥の「餡」が持つ歴史的かつ広い意味と、現代日本における意味との間には違いが見られる。
「餡」は以下の意味を持つが、特に日本語で「餡子（あんこ）」と言う場合は、1を指すことが多い。
1. デンプン質や食物繊維の豊富な食材を煮詰め、水分量の少ない重い練り物に仕上げた詰め物。当初は塩によって味付けされ、「塩餡」と呼ばれた。砂糖が普及した後は、甘い餡が主流となった。豆、サツマイモ、クリ、カボチャ、ハスの実、黒ゴマ・白ゴマ、ピーナッツバター、クルミ、トウガン、ナツメ、バナナなどが例として使用されてきた。近年は、更に新しい食材によって餡を作る試みが続けられている。
2. 挽き肉、野菜などに塩を混ぜてできた、水分量の少ない詰め物。 饅頭や餅、中華点心の包子（餃子、焼売、餡餅など）、春巻きなどの中に包み込むことが多い。中国語では「餡 (xiàn) シエン」や「餡兒 (xiàr) シヤル」と呼ばれる。包子が日本に伝来した当時も、中国では肉を使った餡が主流であった。日本の僧侶は肉や匂いの強い植物を使わない精進料理を食していたことに加え、僧侶以外の庶民でさえ獣肉の食用が禁じられていたため、1.の餡が普及し、日本における餡の主流となった。
3. 水またはだし汁に葛粉、片栗粉などのデンプン粉を加え、加熱しとろみをつけたもの。または、これに野菜や挽き肉などを加えたもの。餡掛けという表現が、多用される。その他、近年では特にジャム、生クリームやカスタードクリームなどクリーム類、生チョコレートやチョコスプレッドなどチョコレート類、ピーナッツバターなど、粘度のある詰め物のことを、餡と呼ぶこともある。
4. その他、何らかの中に詰めるもの。

## 歴史
「餡」はもともと詰め物の意であり、中国では「肉餡」や「菜餡」など、おかずとしてのイメージが強い。小豆を用いた小豆餡は中国では「豆沙」と呼ばれ唐代から普及が始まったといわれる。
日本では当初は塩餡であったが、安土桃山時代になって甘い餡が用いられるようになったとも、砂糖が用いられるようになったのは江戸時代中期からで高貴な身分に限られていたとも言われる。
豆餡は、豆を水に浸して吸水させてから煮て、皮を剥いて、それを潰して作る。明治時代、興津（現在の静岡市清水区）出身の北川勇作が煮炊釜や豆の皮剥き機、豆皮分離器を発明。同郷人の内藤幾太郎とともに、現在に至る製餡機を使った製餡産業の原点を築いた。興津地区北部の承元寺町にある八幡神社には「製餡発祥の地」であることを記した石碑が建てられている。
「餡」は漢音では「カン」、宋音では「アン」である。『和漢三才図会』（1713年）では「カン」との発音を示した上で俗に「アン」というとしている。

## 甘味餡
甘味餡は、野菜を砂糖と共に煮て作る詰め物である。主に菓子類、特に和菓子で多く用いられる。餡が詰め物の意味であるのに、後の日本では上記の煮たものを外側に付けたものも餡と呼ぶなど、詰め物としての扱いから逸脱した使われ方が派生した（例えば、おはぎの外側に付いているのは詰め物でないので、本来の語義で言えばそれは餡とは言えない）。
豆類で作られる場合では、小豆、ソラマメ、インゲン、エンドウなどデンプンと食物繊維の含有量が多い種類が使われ、特に小豆を煮詰めた小豆餡が代表的であり、豆沙餡（とうさあん）、金時とも呼ばれる。芋餡では、サツマイモ（特に鳴門金時芋や紫芋、安納芋）などが用いられる。そのほか、栗餡、南瓜餡、蓮の実餡、黒胡麻餡・白胡麻餡、落花生餡、胡桃餡、冬瓜餡、棗餡、バナナ餡など、餡として使われる食材には特に規定も制限もない。

### 餡の分類

#### 原材料による分類
- マメ科の食材によるもの
  - 小豆餡[6] - 小豆による餡。饅頭などの詰め物として最も一般的な餡。
  - 赤餡 - 小豆餡の別名[7]。また、赤インゲン豆など赤い種類の雑豆を用いた餡[6][8]。
  - 白餡 - 白インゲン豆、白小豆など白い種類の雑豆を用いた餡[1][6][8]。粒餡とこし餡があるが、後者が一般的で特に白練餡という。まんじゅうの皮などにも使用される。他の味付けや色を加えられ、練り切りなどの下地にされることも多い。
  - うぐいす餡 - 青エンドウを用いた餡[8]。
  - ずんだ - 枝豆の餡。宮城県と山形県の郷土料理。
  - 緑豆餡（リョクトウ）

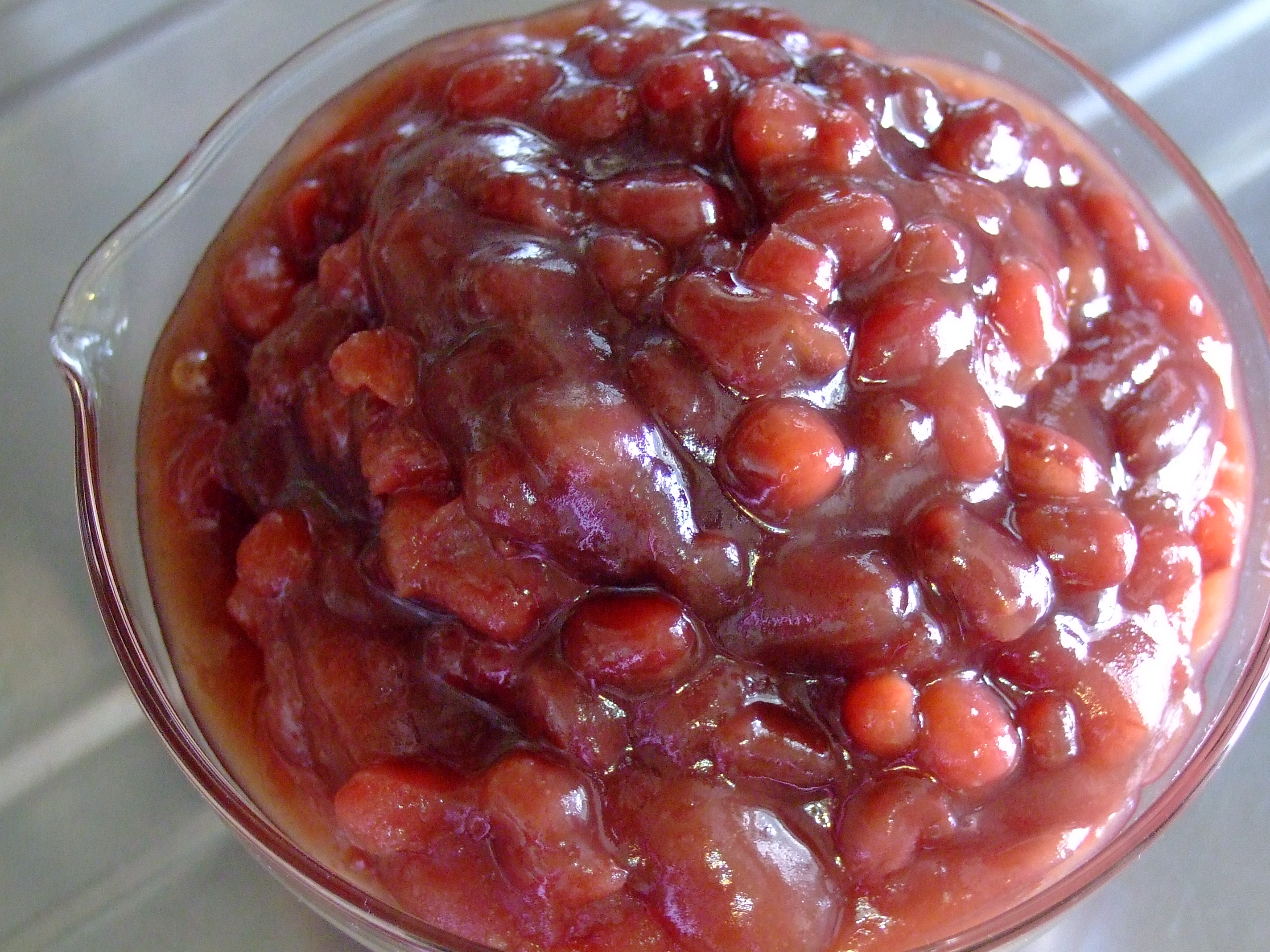
小豆餡（粒餡）
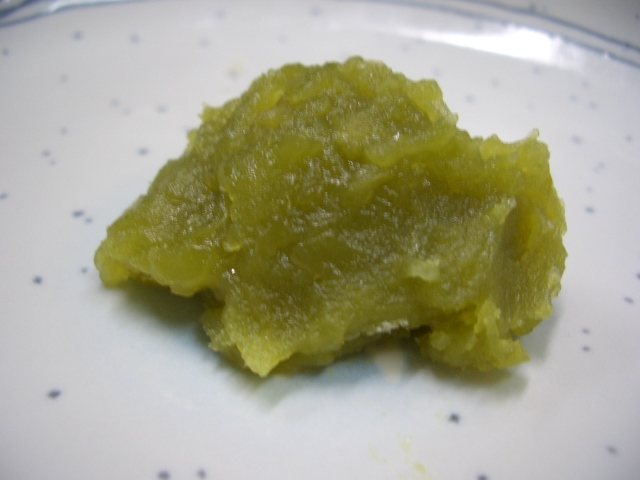
うぐいす餡

- マメ科以外の食材によるもの
  - 薩摩芋 - 薩摩芋で作られた餡
  - 栗 - 栗の実で作られた餡
  - 南瓜 - 南瓜の実で作られた餡
  - 蓮の実 - 蓮の実（レンコンではなく種）で作られた餡（蓮蓉（中国語版）、蓮茸とも）
  - 黒胡麻・白胡麻 - 胡麻で作られた餡
  - 落花生餡 - 落花生で作られた餡
  - 胡桃 - 胡桃で作られた餡
  - 冬瓜 - 冬瓜で作られた餡
  - 棗 - 棗で作られた餡
  - バナナ - 熱を加えたバナナで作られた餡

#### 加工度による分類
- 甘味豆餡
  - 生あん - 水分60 - 65%[6]。
  - さらしあん（晒し餡） - 生あんを水分4 - 5%程度にまで乾燥させた餡[5][6]。使う時は水分を加えて戻す。
  - 練りあん - 生あんや乾燥あんに砂糖を加えて練り上げた餡[1][5][6]。少量の塩が入れられる場合もある[5]。

#### 製造法による分類
- 甘味豆餡
  - つぶあん（粒餡） - 小豆をなるべく皮を破らないよう裏ごし等をせず豆の形を残した餡[1][5]。柔らかく煮上げて渋を切り、その生餡に甘味を加えて練り上げる。
  - つぶしあん（つぶし餡） - 小豆を潰すものの豆の種皮は取り除かないもの[5][6]。
  - こしあん（漉し餡、漉餡） - 小豆を潰し布等で裏ごしして豆の種皮を取り除いたもの[1][5][6]。
  - 小倉あん - つぶし餡やこし餡に蜜で煮て漬けた大納言を加えて加工したもの[5][9]。煮崩れしにくい大納言種の小豆の粒餡と粒の小さい普通小豆のこし餡を混ぜたものが本来の小倉餡であるが、近年では粒餡の事を小倉餡とする場合もある。小倉餡の名前の由来は809年頃に空海が中国から持ち帰った小豆の種子を、現在の京都市右京区嵯峨小倉山近辺で栽培し、和三郎という菓子職人が砂糖を加え煮つめて餡を作り御所に献上したのが発祥とされる[10]（異説として小豆の粒が鹿の斑紋に似ることから、鹿と言えばモミジ、モミジと言えば紅葉で有名な小倉山（京都）との連想からというものもある）。その後、小豆の栽培地が丹波地方などに移り品種改良も進み、古来の小豆「小倉大納言」は亀岡でわずかに残るだけとなっていたが、近年、嵯峨小倉山の畑で栽培も行われるようになった[11]。二尊院境内に「小倉餡発祥之地」の碑がある[12]。
  - 煮くずしあん[6]
  - 村雨 - こし餡に米粉を加えてそぼろ状に仕上げたもの。
  - 皮むき餡（かわむきあん）

#### 砂糖使用量による分類
- 甘味豆餡
  - 並あん - 生あん100に対して、精白・上白糖60 - 75、水飴0 - 5のもの[6][13]。
  - 中割りあん - 生あん100に対して、精白・上白糖80 - 90、水飴5 - 10のもの[6][13]。
  - 上割りあん - 生あん100に対して、精白・上白糖90 - 100、水飴10 - 20のもの[6][13]。

### 加合あん
食材そのものでは餡状にならないものを、甘味豆餡に混合して風味を付けたものを加合あんという。混合させた食材が分かりやすいように、一般的に白餡が用いられることが多いが、白餡には特有のクセのある豆の臭いがあるため、小豆によるこし餡が使用される場合など、様々な例がある。
- 黄身餡 - 餡に茹でて裏ごしした卵黄を加えて作られるもの[8][9]。
- 胡麻餡 - 餡に練り胡麻を加えて作られるもの[8]。
- 味噌餡 - 餡に味噌を加えて作られるもの[8]。主に白味噌を加える。柏餅などに使われる。
- 抹茶餡 - 餡に抹茶を加えて作られる[8]。
- 柚子餡 - 餡に柚子の皮を加えて作られるもの[8]。
- 桜餡 - 餡に刻んだ桜の葉もしくは桜の花びらの塩漬けを加えて作られる。近年ではそれを模して、桜の葉の人工香料のみで桜の成分を全く含まないものも出回ることが多い。

### 餡を使う食品の例
- 大部分の和菓子
  - 饅頭（最中等）
  - 餅 - 団子、あんころ餅、ぼたもち（おはぎ）、大福、安倍川もち等
  - きんつば
  - 最中
  - 羊羹
  - ういろうの一部
  - 今川焼き（大判焼きなど別称多数）
  - たい焼き
  - どら焼き
- 月餅などの中国の菓子[2]
- あんパン、小倉トースト、あんドーナツ、あんこあめ
- ままどおる (福島県の土産菓子）
- あんまき（愛知県知立市の土産菓子）
- タルト（愛媛県の土産菓子）
- 汁粉（汁状にして利用する）
- ぜんざい
- 氷菓 - 白くま、かき氷、あずきバー
- のりたま - 加糖していない物を使用。

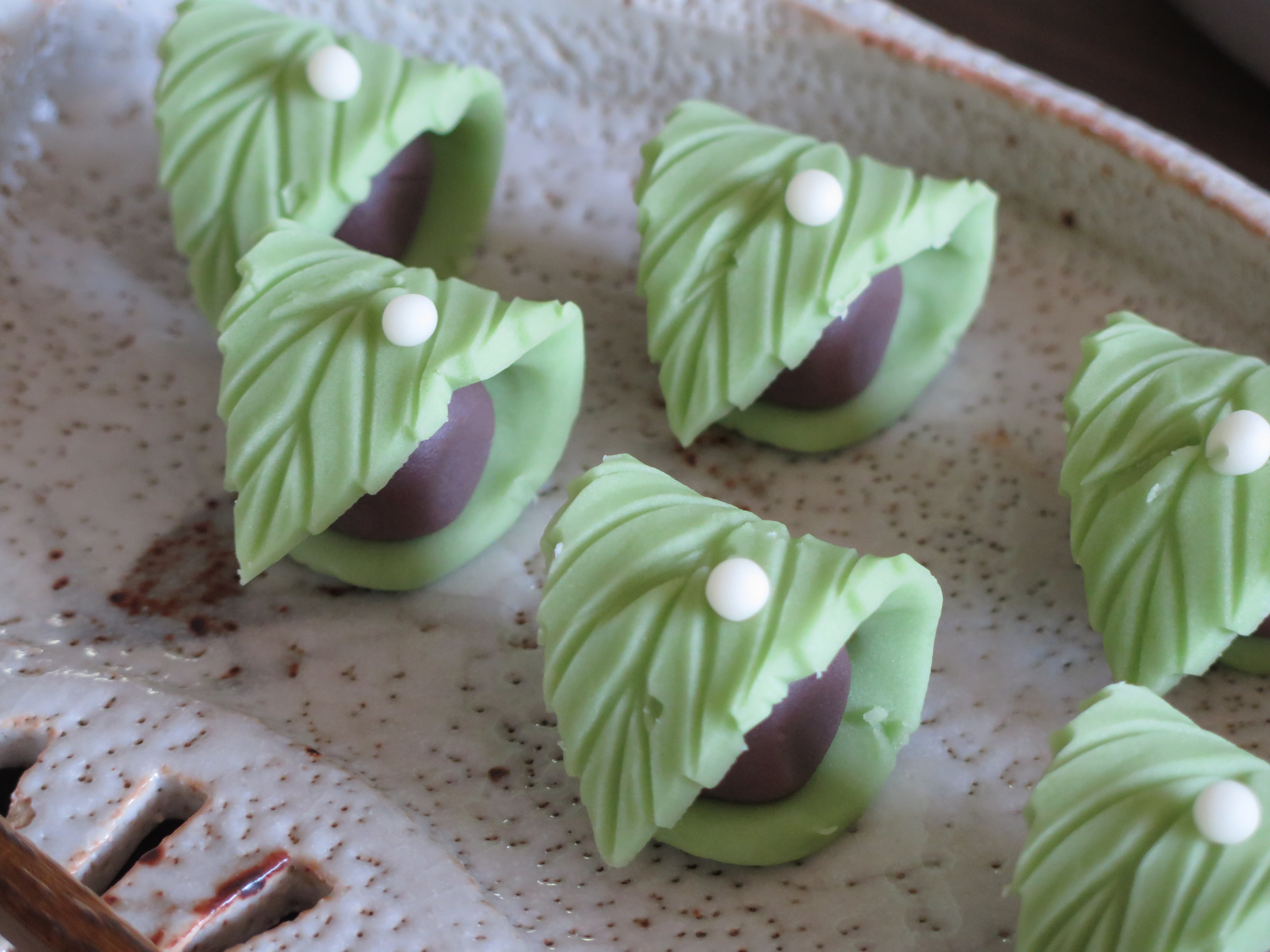
和菓子（練り切り）
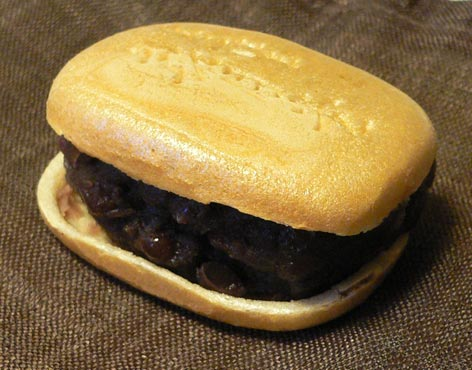
喜最中（横浜市 喜月堂）
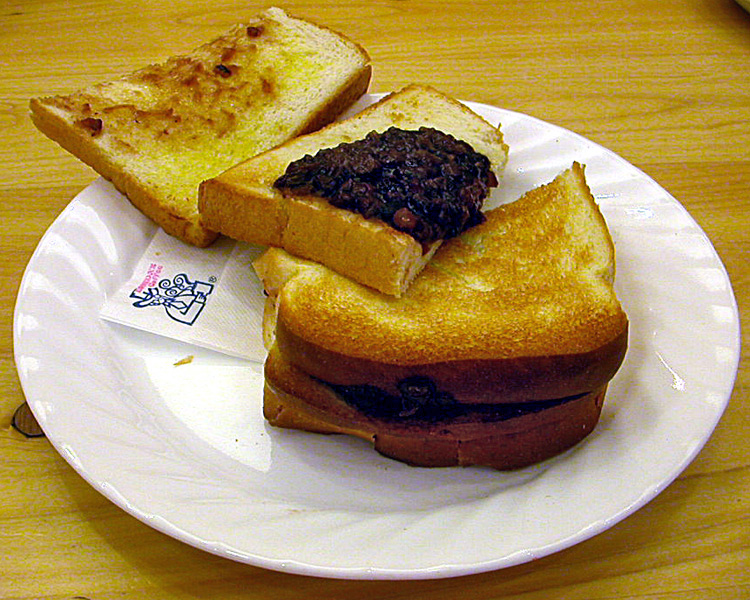
小倉トースト
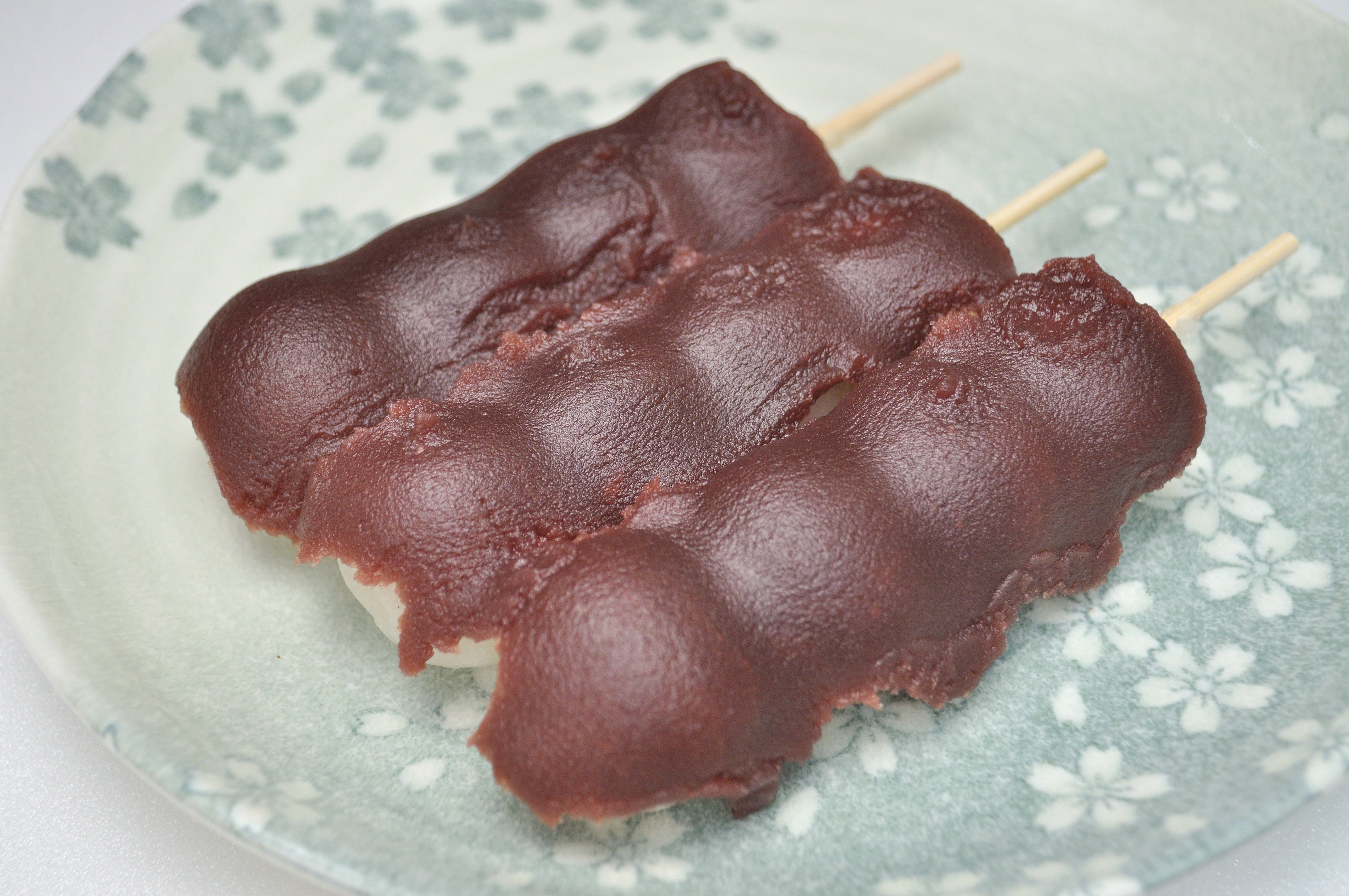
餡団子

## 点心の餡
中国の点心にも餡を使う料理は多いが、その基本は甘くない生餡の生鹹餡である。
- 牛肉餡 - 包子（牛肉）など[14]
- 滑鶏餡 - 包子（若鶏）など[14]
- 山東包餡 - 包子（山東風包子）など[14]
- 天津生肉包餡 - 包子（天津風包子）など[15]
- 鍋貼餡 - 焼餃子[15]
- 水餃餡 - 水餃子[15]
- 灌湯餃餡 - スープ餃子[15]
- 鶏絲餡 - 春巻（広東風春巻）など[14]
- 焼売餡 - 焼売（広東風焼売）など[14]
- 小籠包餡 - 小籠包[14]
- 雲呑餡 - ワンタン[15]

など